# 1620 w muzyce
Wydarzenia muzyczne w 1620 roku.

## Nowe dzieła
- Michelagnolo Galilei – Il Primo Libro d'Intavolatura di liuto di Michelagnolo Galilei

## Urodzili się
- 6 września – Isabella Leonarda, włoska kompozytorka (zm. 1704)

Data dzienna nieznana
- Adam Drese, niemiecki kompozytor i kapelmistrz okresu baroku (zm. 1701)